# Ламбитьеко
Ламбитьеко, Lambityeco — небольшое городище в мексиканском штате Оахака, расположенное поблизости от Федерального шоссе 190 между городами Оахака и Митла, примерно в 25 км от последней. Городище относится к позднеклассическому и раннему постклассическому периодам. Памятник доступен для туристов.
Ламбитьеко представляет собой лишь небольшую часть более крупного поселения, известного как Йегих, Yeguih, что на сапотекском означает «небольшой холм». Два основных сооружения Ламбитьеко известны как Курганы 190 и 195. Курган 190 — элитная резиденция со входом, обрамлённым двумя масками Косихо, сапотекского бога дождя.
Проводил здесь раскопки Гэри Фейнман.